# Gamander-Spierstrauch
Der Gamander-Spierstrauch (Spiraea chamaedryfolia) ist ein kleiner, weiß blühender Strauch mit 2 bis 4,5 Zentimeter langen Blattspreiten aus der Gattung der Spiersträucher. Sein natürliches Verbreitungsgebiet erstreckt sich von Mitteleuropa bis nach China, Japan und Korea. Die Art wird als Zierstrauch verwendet.

## Beschreibung
Der Gamander-Spierstrauch ist ein 1 bis 1,5 Meter hoher, Ausläufer bildender Strauch. Die Zweige sind anfangs bräunlich bis rotbraun und später graubraun, dünn, manchmal gebogen, leicht gewinkelt und kahl. Die Knospen sind lang eiförmig, spitz, kahl oder an den Schuppenrändern fein flaumig behaart. Sie bilden zwei Knospenschuppen. Die Laubblätter sind in Blattstiel und Blattspreite gegliedert. Der Stiel ist 4 bis 7 Millimeter lang, kahl oder spärlich fein behaart. Die Blattspreite ist frischgrün, breit-eiförmig, 2 bis 4,5 Zentimeter lang und 1 bis 3 Zentimeter breit, auf der Oberseite kahl und auf der Unterseite in den Achseln der Blattadern büschelig behaart. Die Spreitenbasis ist gerundet bis breit keilförmig, das Ende spitz und der Spreitenrand fein und deutlich gesägt oder doppelt gesägt.
Die Blütenstände wachsen an seitlichen Kurztrieben. Sie sind gestielt, doldenförmig und 2 bis 4 Zentimeter lang mit Durchmessern von 2 bis 3 Zentimetern und tragen 5 bis 12 Blüten. Die Hauptachse der Blütenstände ist kahl. Die Blütenstiele sind 1 bis 1,5 Zentimeter lang und ebenfalls unbehaart. Die Tragblätter sind linealisch, 2 bis 3 Millimeter lang, kahl und fallen bald ab. Die Blüten haben einen Durchmesser von 6 bis 9 Millimetern. Der Blütenbecher ist breit glockenförmig und außen kahl. Die Kelchblätter sind eiförmig-dreieckig, 1,5 bis 2,5 Millimeter lang, 1,5 bis 2 Millimeter breit, spitz und an der Frucht zurückgebogen. Die Kronblätter sind weiß, breit eiförmig bis beinahe rund, 2,5 bis 3,5 Millimeter lang und 2 bis 3 Millimeter breit und kahl. Ihre Basis ist kurz genagelt, das Ende spitz oder stumpf. Die 35 bis 50 Staubblätter sind länger als die Kronblätter. Der Diskus ist wellig ringförmig. Die Griffel sind kürzer als die Staubblätter. Als Früchte werden kahle, warzige Balgfrüchte gebildet.
Der Gamander-Spierstrauch blüht im Mai und Juni, die Früchte reifen von Juli bis September.
Die Chromosomenzahl beträgt 2n = 36.

## Verbreitung und Ökologie
Das natürliche Verbreitungsgebiet reicht von Mitteleuropa (südliches Österreich), über Südosteuropa (Slowenien, Kroatien, Serbien, Mazedonien, Montenegro, Bosnien und Herzegowina, Bulgarien, Rumänien, der Norden Griechenlands und der Nordosten Italiens), Osteuropa (im Südwesten der Ukraine) und Kasachstan bis in den asiatischen Teil Russlands, in die Mongolei, nach China, Nordkorea und Japan (Honshū, Hokkaidō, Kyūshū). Es liegt in der nemoralen und borealen Zone und wird der Winterhärtezone 5a zugerechnet mit mittleren jährlichen Minimaltemperaturen zwischen −28,8 und −26,0 °Celsius. Die Art wächst in kühlfeuchten Wäldern auf durchlässigen, frischen bis feuchten, mäßig nährstoffreichen, sauren bis neutralen, sandig- oder kiesig-humosen Böden auf sonnigen bis lichtschattigen, sommerkühlen und winterkalten Standorten. Die Art ist frosthart. Sie meidet Böden mit höherem Kalkgehalt. In China wächst die Art auf Hängen in Mischwäldern und in Waldlichtungen in Höhen von 600 bis 1000 Metern.

## Systematik
Der Gamander-Spierstrauch (Spiraea chamaedryfolia) ist eine Art aus der Gattung der Spiersträucher (Spirae) in der Familie der Rosengewächse (Rosaceae). Sie wurde 1753 von Carl von Linné im ersten Teil seiner Species Plantarum erstbeschrieben. Synonyme der Art sind Spiraea banatica Janka, Spiraea belgica Dumort., Spiraea flexuosa Fisch. ex Cambess., Spiraea oblongata Wender., Spiraea prostrata Schur, Spiraea ulmifolia Scop., Spiraea ussuriensis Pojark.
Plant List führt zwei Varietäten an:
- Spiraea chamaedryfolia var. pilosa (Nakai) H.Hara
- Spiraea chamaedryfolia var. stenophylla Zabel[8]

Roloff und Bärtels geben die Varietät Spiraea chamaedryfolia var. ulmifolia (Scop.) Maxim. an, die sich durch einen stärker aufrechten Wuchs und steiferen Zweigen von der Nominatform unterscheidet. Die Blüten haben einen Durchmesser von bis zu 1,3 Zentimeter und die Blütenstände sind eher traubig und etwa 5 Zentimeter lang. Diese Varietät wird in Plant List nicht anerkannt, der Name gilt dort als Synonym.

## Verwendung
Der Gamander-Spierstrauch wird häufig aufgrund der dekorativen Blüten als Zierstrauch verwendet.